# Софапака
Футбольный клуб «Софапака» (англ. Sofapaka F.C.) — кенийский футбольный клуб из Найроби. Выступает в Чемпионате Кении. Основан в 2004 году. Домашние матчи проводит на национальном стадионе, вмещающем 30 000 зрителей.

## История
Клуб основан в 2004 году на базе церковной команды конголезским бизнесменом Элли Калеквой, который потратил на строительство команды более 10 миллионов кенийских шиллингов. Основными принципами команды названы вера в Бога, новаторство и дисциплина. Название команды является акронимом от девиза на суахили: Sote kama Familia kwa Pamoja Kuafikia Azimio (рус. Мы как Семья вместе на пути к цели).

## Достижения
- Чемпион Кении — 1 (2009)
- Суперкубок Кении — 1 (2010)

## Международные соревнования
- Лига чемпионов КАФ: 1

2010 — Предварительный раунд